# Millî Görüş
Millî Görüş, vereinzelt Milli Görüsch geschrieben (deutsch „Nationale Sicht“), ist eine länderübergreifend aktive islamistische Bewegung. Ihr Sprachrohr ist die Zeitung Millî Gazete, ihre wichtigsten Organisationseinheiten die zwei konkurrierenden Kleinparteien „Glückseligkeitspartei“ (Saadet Partisi, SP) und „Neue Wohlfahrtspartei“ (Yeniden Refah Partisi, YRP) – letztere ist Teil der Regierungskoalition „Volksallianz“ des Präsidenten Recep Tayyip Erdoğan. Neben dem Schwerpunkt Europa ist Millî Görüş in Nordamerika, Australien und Zentralasien aktiv.
In vielen Staaten ist Millî Görüş umstritten. Bis zur Machtübernahme Erdoğans wurden in der Türkei die politischen Parteien der Millî Görüş wegen islamistischer Tendenzen verboten. Die Innenministerien von Nordrhein-Westfalen und Baden-Württemberg sehen in der Bewegung antisemitische Charakterzüge und unter anderem auch damit eine deutliche Gegnerschaft zur freiheitlich-demokratischen Grundordnung. Gerichtsprozesse, die Millî Görüş gegen diese Feststellungen geführt hat, wurden von ihren Anhängern verloren. Das Bundesamt für Verfassungsschutz kam zu der Überzeugung, dass Millî Görüş ein antidemokratisches Staatsverständnis zeige sowie westliche Demokratien ablehne.

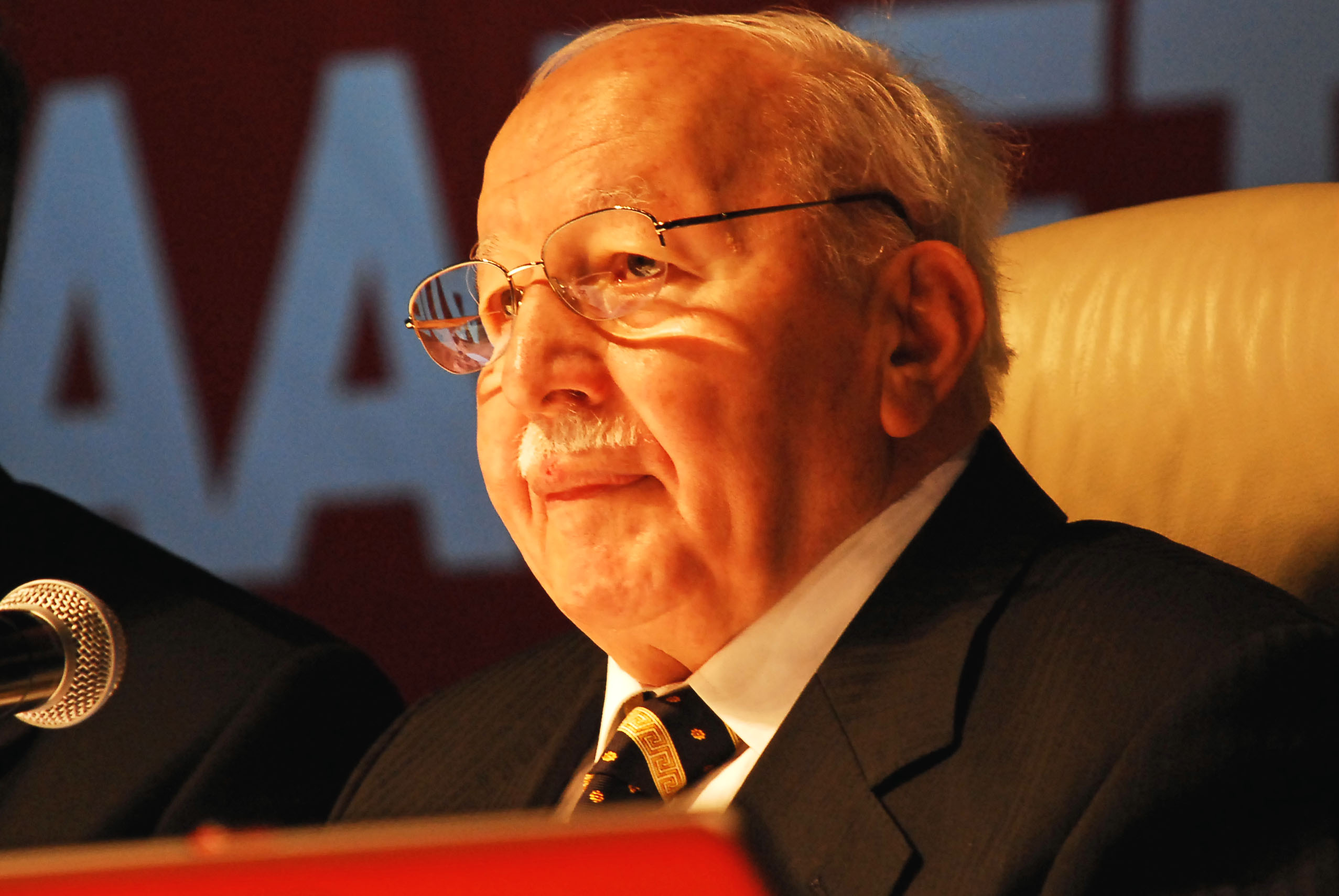
Necmettin Erbakan, Mitbegründer der Millî-Görüş-Bewegung (2006)

## Geschichte
Historisch und ideologisch ist Millî Görüş maßgeblich mit dem türkischen Politiker Necmettin Erbakan verbunden, der 1973 ein Buch mit dem Titel „Millî Görüş“ veröffentlichte. Der Titel bedeutet „Nationale Sicht“.
Erbakan soll die Begriffe „Millî Görüş“ und „Adil Düzen“ (Gerechte Ordnung) in die islamistische Debatte in der Türkei eingeführt haben, weil in der sich als laizistisch verstehenden Türkei die Propagierung einer „Islamischen Ordnung“ (İslamî nizam) Parteiverbot und strafrechtliche Konsequenzen zur Folge haben könnte. Die von der Millî-Görüş-Bewegung propagierte „Gerechte Ordnung“ soll ein umfassendes soziales, ökonomisches und politisches Regelungssystem beinhalten, das auf islamischer Grundlage beruht.

### 1970er Jahre: Aufstieg der Bewegung
Außerhalb der Türkei begann Millî Görüş Anfang der 1970er Jahre Arbeitsmigranten („Gastarbeiter“) überwiegend aus den ländlichen Gebieten der Türkei zu rekrutieren. In Deutschland wurde die erste Millî-Görüş-Organisation 1972 in Braunschweig unter dem Namen „Türkische Union Deutschland“ gegründet, gefolgt von der 1976 in Köln gegründeten „Türkischen Union Europa“. 1982 erfolgte die Umbenennung in „Islamische Union Europa“.

### 1980er Jahre: Krise und erste Spaltung
Die Islamische Revolution von 1979 im Iran und der Beginn des Afghanischen Bürgerkriegs im Vorjahr markierten eine erste ideologische Wendung der Millî Görüş, die sich in der Folge immer stärker radikalisierte. Während Erbakan im Gefängnis war, entwickelte sich im europäischen Ausland der türkische Nationalismus wesentlich radikaler als in der Türkei selbst. Darunter zerbrach die außertürkische Millî Görüş 1983 in zwei Lager, von denen der radikalisiertere Teil zur Gemeinde Cemaleddin Kaplans, dem späteren Kalifatstaat, übertrat; Millî Görüş verlor so etwa zwei Drittel ihrer Gemeinden. Die Islamische Union versank in der Folge in die Bedeutungslosigkeit; 1985 wurde praktisch als ihre Nachfolgeorganisation die Vereinigung der neuen Weltsicht in Europa (AMGT) gegründet, die bis Mitte der 1990er den Mainstream der Bewegung repräsentierte.

### 1990er Jahre: Reorganisation und Modernisierung
1995 teilte sich die AMGT in zwei Organisationen: Die neugegründete Nachfolgeorganisation Islamische Gemeinschaft Millî Görüş (IGMG) übernahm im Hinblick auf die sozialen, politischen und religiösen Aktivitäten die Funktion des Dachverbandes der Millî-Görüş-Vereine in der europäischen Diaspora; für den Moscheebau und finanzielle Angelegenheiten wurde die Europäische Moscheebau- und Unterstützungsgemeinschaft (EMUG) errichtet.

### Nach dem 11. September 2001: Erneute Spaltung und Überwindung der Isolation in der Diaspora
In der Türkei spaltete sich die politische Organisation der Bewegung nach dem Verbot der FP 2001 in zwei Parteien. Der traditionalistische Flügel um Erbakan gründete die Partei Saadet Partisi (SP), der Reformflügel die spätere Regierungspartei Adalet ve Kalkınma Partisi. Diese Spaltung führte auch zu Spannungen innerhalb der IGMG. Der 11. September 2001 bedeutete für Millî Görüş insbesondere in der Diaspora einen weiteren Wendepunkt, da die Organisationen der Bewegung nun aus ihrer gesellschaftlichen Isolation in den Migrationsländern heraustraten. Zumindest in Deutschland ging damit ein Generationenwechsel an der Führung der Bewegungsorganisationen einher; von da an bestimmte das deutsch-türkische Bildungsbürgertum den ideologischen Kurs der Bewegung.

## Problematik der ausländischen Steuerung und das Verhältnis zur türkischen Politik
Wie weit die Steuerung von Millî Görüş in Deutschland durch die AKP, türkische Stellen oder die Diyanet geht, wird von Fachleuten unterschiedlich beurteilt. Hatte Millî Görüş ursprünglich ein oppositionelles Verhältnis zum türkischen Staat, sprechen heute Fachleute von einer Diyanetisierung der Organisation. Mit der Regierungsübernahme der islamisch orientierten AKP in der Türkei gelten die einst klaren Grenzen zwischen Staat und Millî Görüş als verwischt. Wiederholt trat der Chef der Diyanet auch bei der IGMG in Deutschland als Lehrer und Leiter auf. Für die frühere Bundestagsabgeordnete Sevim Dağdelen gehört Millî Görüş zum „Erdogan-Netzwerk in Deutschland“. Der Journalist Eren Güvercin spricht davon, dass die IGMG und DİTİB wie Heimatvertriebenen-Vereine agierten und dass das Amt für Auslandstürken über als Kulturprogramm vermarktete Jugendprogramme mit nationalistischer Indoktrinierung die Verbandsjugend „auf Linie“ bringe.
Heute arbeiten bei dem Verband Imame der Diyanet, das Amt für das Auslandstürkentum finanziert u. a. Jugend- und Öffentlichkeitsarbeit des Verbandes. Im Gegenzug hat die Organisation wiederholt gemeinsam mit anderen türkisch-islamischen Verbänden und unter Mitwirkung von türkischen Botschaftspersonal zu türkeipolitischen Fragen politisch agiert und wird als Teil von „Erdogans Lobby“ in Deutschland bezeichnet. Die Islamwissenschaftlerin Susanne Schröter spricht von einer Vereinigung unterschiedlicher türkischstämmiger Organisationen unter Erdoğans Agenda und führt als Beispiel die Verteidigung der DİTİB in der Spionageaffäre durch die IGMG an. Die Zusammenarbeit von DİTİB- und Millî-Görüş-Moscheevereinen in Deutschland wird als mehr oder weniger eng bezeichnet.
Mit dem AKP-Abgeordneten und ehemaligen Milli Görüs-Generalsekretär Mustafa Yeneroglu gibt es ein weiteres Element der Steuerung und Einflussnahme. Er leitet das „Wahl-Koordinationszentrum für das Ausland“ der AKP. Jugendgruppierungen des IGMG aus Deutschland organisierten mehrfach Fahrten zu Treffen mit dem radikalen türkischen Prediger Nurettin Yıldız.

## Ideologie

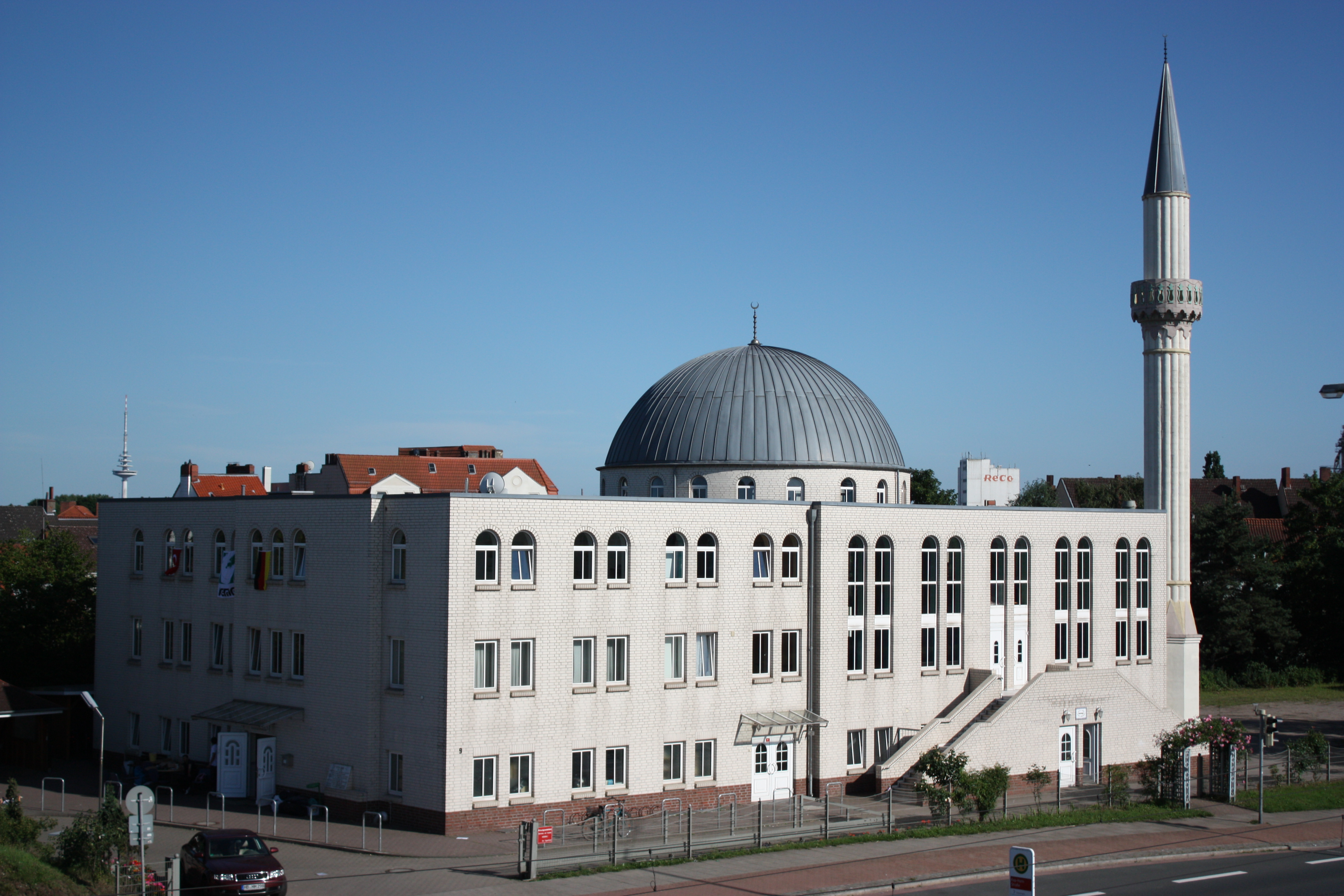
Von der IGMG betriebene Fatih-Moschee in Bremen-Gröpelingen

Die Ideologie von Millî Görüş war von Anbeginn vage, so dass der Bewegungsgründer Erbakan die zentrale Integrationsfigur war. Bis heute ist Millî Görüş ein Sammelbecken unterschiedlicher Personengruppen und Ideologien geblieben.

### Islam
Die wichtigste ideologische Gemeinsamkeit ist der Bezug zum Islam. Dieser geht so weit, dass die Ideologie der Bewegung nach Ansicht von vielen Sozialwissenschaftlern islamistisch geprägt ist, obwohl sich die IGMG heute von früheren theokratischen Forderungen verabschiedet hat. Dieses Bild von Millî Görüş prägt auch die Rezeption in der europäischen Öffentlichkeit: Das niederländische Magazin Elsevier bezeichnet den Leiter der IGMG Deutschland als „sehr konservativ“ und „militant“.

### Antisemitismus
Eine weitere ideologische Klammer der Bewegung war traditionell Antisemitismus. Allerdings hat sich die Führung der IGMG mittlerweile öffentlich von Antisemitismus distanziert und diesen verurteilt, wenngleich Teile der Bewegung immer noch ein antisemitisches und antifreimaurerisches Weltbild befördern.

### Integrationsfeindlichkeit
Millî Görüş entstand als Bewegung mit dem Ziel, die Türkei in einen islamischen Staat umzuwandeln. Das Ziel der Islamisierung wird auch in den säkularen Gesellschaften Europas weiter verfolgt. Es wird kritisiert, dass Millî Görüş in Europa eine Parallelgesellschaft für hauptsächlich türkische und türkischstämmige Muslime schaffe und „in extremen Maße anti-integrativ“ wirke. So ergab auch eine Untersuchung des Historikers und Autors Heiko Heinisch im Auftrag des Österreichischen Integrationsfonds von Wiener Moscheenvereinen, dass der negativste Einfluss für den Integrationsprozess von der Millî Görüş-Moschee ausgehe: Dort werde die prinzipielle Ablehnung der Mehrheitsgesellschaft und ihrer Werte gepredigt, ebenso islamische Überlegenheit verbunden mit einem damit einhergehenden Weltherrschaftsanspruch, der notfalls auch gewaltsam durchgesetzt werden solle.

## Aktionsformen

### Politik
In der Türkei ist die Millî-Görüş-Bewegung mit der politischen Partei, der Saadet Partisi, vertreten. In Europa ist die Millî-Görüş-Bewegung bislang nicht als politische Partei organisiert.

### Moscheevereine

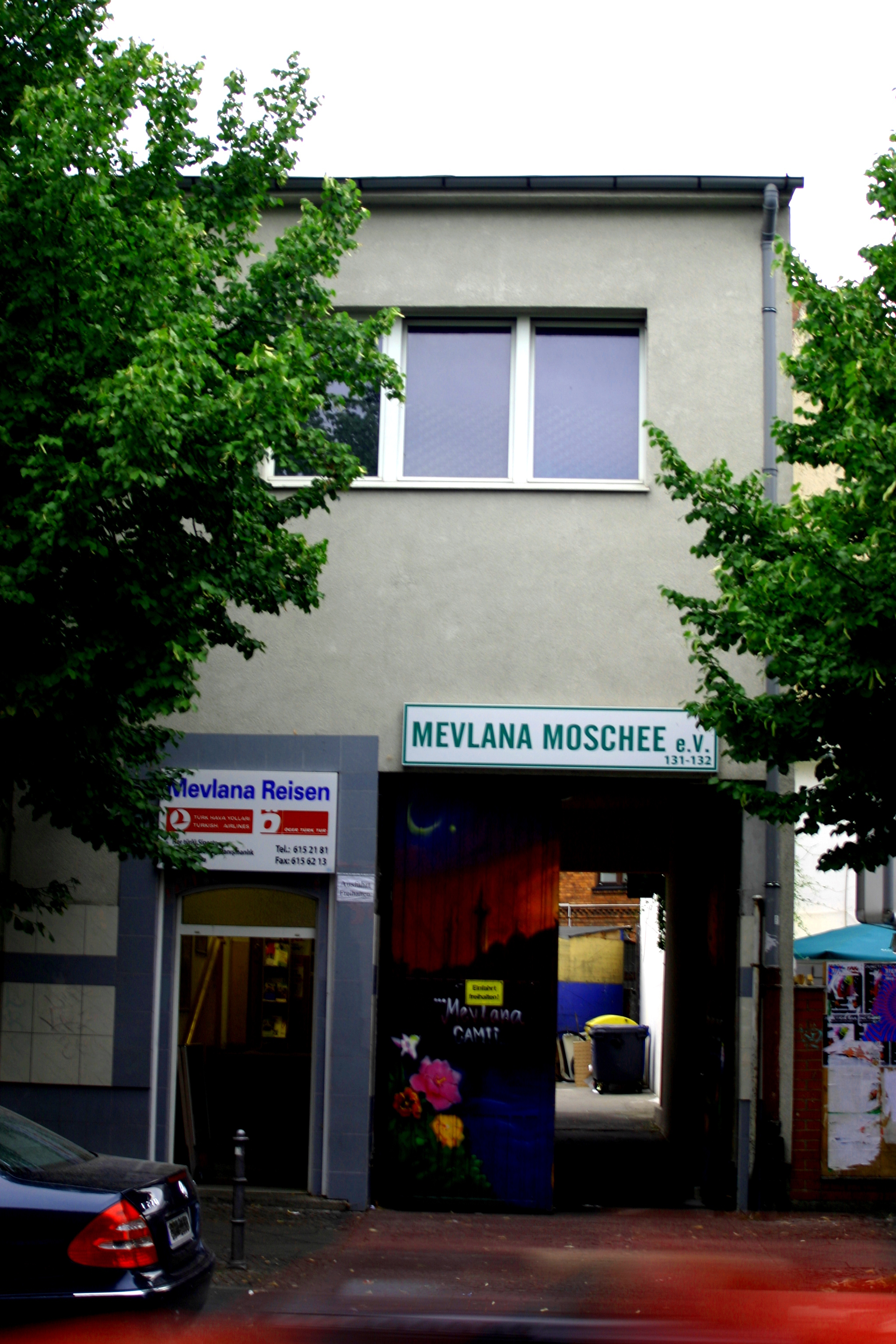
Mevlana-Moschee in Berlin

Bau und Betrieb von Moscheen ist das wichtigste Ziel der europäischen Diasporavereine. Einige Moscheevereine standen in den vergangenen Jahren im Zentrum der öffentlichen Debatte um Millî Görüş, wie beispielsweise 2004 die Kreuzberger Mevlana-Moschee.

### Bildung
Millî Görüş vergab Stipendien an türkische Studentinnen, die wegen des bis 2010 geltenden Kopftuchverbots an staatlichen türkischen Universitäten im europäischen Ausland studieren wollten.

## Organisationsfeld
Die Zahl der Millî-Görüş-Anhänger ist schwer zu schätzen. Mitte der 1990er Jahre hatte die AMGT etwa 70.000 Mitglieder in der europäischen Diaspora.
Die Struktur der Millî-Görüş-Bewegung ist komplex. Der Grund dafür wird von manchen Beobachtern darin gesehen, dass die Ideologie Necmettin Erbakans zu mehreren Parteiverboten (und in der Folge Neugründungen) geführt hat und das türkische Parteiengesetz Parteien Auslandsorganisationen verbietet.
Millî Görüş verfügt über ein duales Organisationsgerüst: In der Türkei sind vor allem Parteien Organisationsträger, in den Ländern der türkischen Diaspora sind diverse Vereine die wichtigsten Organisationen der Bewegung, die neben Deutschland vor allem in Frankreich, den Niederlanden und Österreich vertreten sind. Kleinere Zweigstellen unterhält Millî Görüş in Dänemark, Schweden, Norwegen, England, Italien, Belgien und in der Schweiz.

### Türkei: Parteien
In der Türkei sind die wichtigsten organisatorischen Träger der Millî Görüş von Anbeginn politische Parteien gewesen. Dies waren die 1970 von Necmettin Erbakan gründete Millî Nizam Partisi (MNP), die 1973 gegründete Millî Selamet Partisi (MSP), die 1987 gegründete Refah Partisi (RP) und die 1997 gegründete Fazilet Partisi. Aktuell sind die SP, Yeniden Refah Partisi (angeführt von dem Sohn von Necmettin Erbakan) und Teile der AKP Trägerorganisationen. Zumindest die SP unterhält Kontakte zur IGMG.

### Diaspora: Vereine

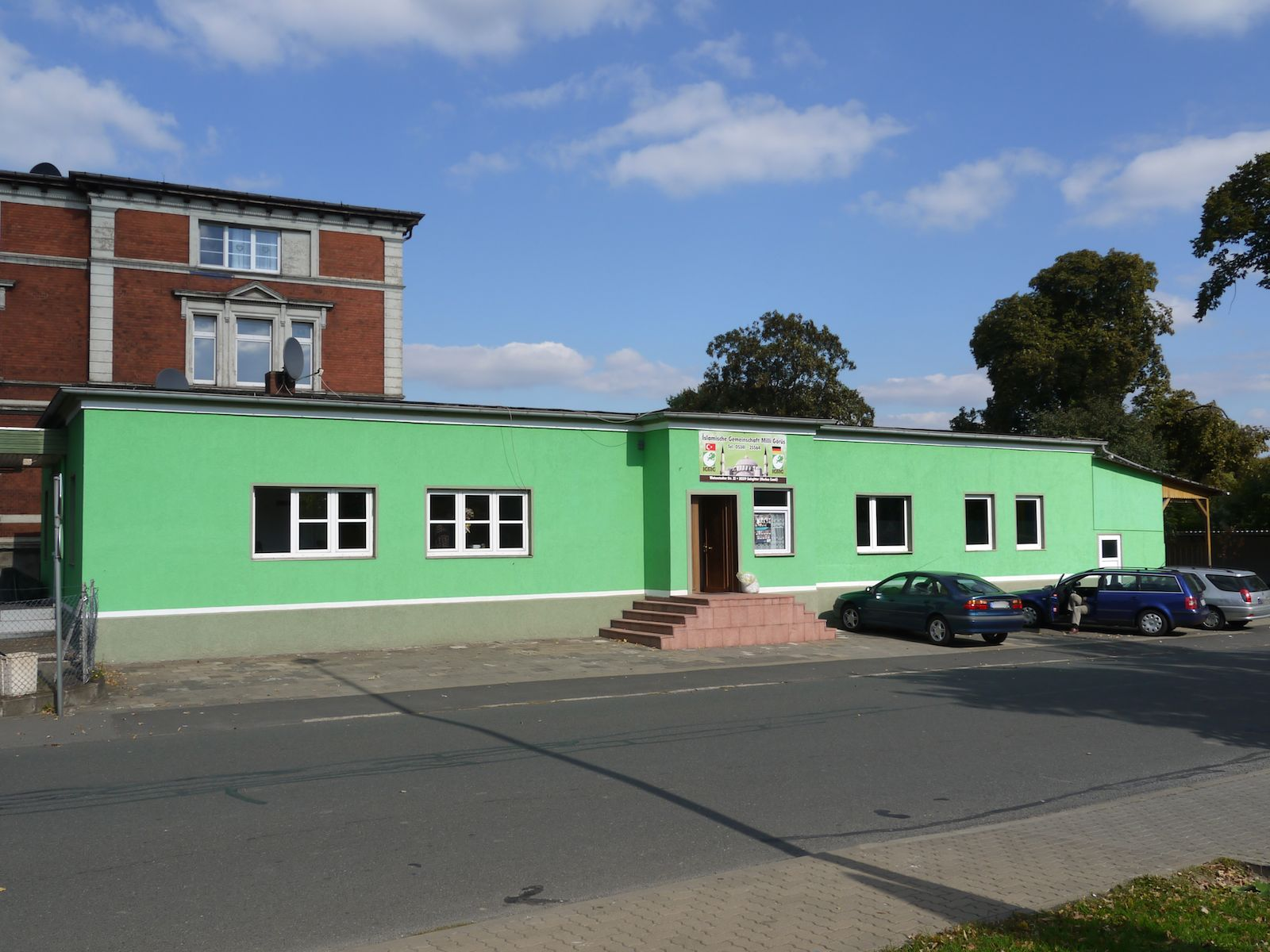
Moschee der Millî Görüsch in Salzgitter

Außerhalb der Türkei bilden zumeist in der IGMG organisierte Moscheevereine das wichtigste organisatorische Rückgrat der Millî Görüş. Die IGMG betreut nach eigenen Angaben europaweit 87.000 Mitglieder in 514 Moscheen (Stand: 2005) und übt damit vor allem in Deutschland einen großen Einfluss auf die dort lebenden Muslime aus. Daneben gibt es eine Reihe gruppenspezifischer Organisationen, wie beispielsweise Frauen-, Studierenden- und Jugendvereinigungen. Die Immobilien der IGMG werden durch die Europäische Moscheenbau- und Unterstützungsorganisation (EMUG) verwaltet.

#### Deutschland
In Deutschland ist die IGMG mit Sitz in Köln-Holweide die größte Organisation der Millî Görüş. Sie betreut 8 % der deutschen Moscheen und ist damit neben der DİTİB der bedeutendste muslimische Verband in Deutschland. Die genaue Zahl ihrer Mitglieder ist nicht bekannt: Nach eigenen Angaben hat sie 57.000 Mitglieder; das deutsche Bundesamt für Verfassungsschutz vermutete dagegen lediglich 27.000 Mitglieder 2007 in Deutschland. Dagegen nimmt eine empirische Schätzung aus dem Jahr 2000 ca. 80.000 Mitglieder an. Die Zahl der Gemeindemitglieder wird in Deutschland 2005 auf insgesamt 230.000 geschätzt.
Im Mai 2011 wurde Kemal Ergün zum Vorsitzenden gewählt. Generalsekretär ist seit September 2022 Ali Mete.
In Berlin verfügt die IGMG über eine Reihe personell eng verbundener Organisationen, so zum Beispiel die Islamische Föderation Berlin.
Die IGMG ist größtes Mitglied im Islamrat für die Bundesrepublik Deutschland, einem der muslimischen Dachverbände in Deutschland und durch diesen mittelbar auch Mitglied im Koordinierungsrat der Muslime in Deutschland. Zu Millî Görüş und dem Islamrat gehören auch die Islamische Föderation Baden-Württemberg, die Islamische Föderation in Bayern, die Islamische Föderation Niedersachsen und das Moslemisches Sozialwerk in Europa.
Wie weit die Steuerung von Millî Görüş in Deutschland durch die AKP, türkische Stellen oder die Diyanet geht, wird von Fachleuten unterschiedlich beurteilt. Für die Bundestagsabgeordnete Sevim Dağdelen gehört Millî Görüş zum „Erdogan-Netzwerk in Deutschland“. Der Einfluss Ankaras über die die Diyanet oder andere Organisationen dürfte in letzter Zeit zugenommen haben: Presseberichten zufolge erhält der Verband Gelder vom türkischen Staat und wird der Diyanet-Chef auf Veranstaltungen von Millî Görüş gefeiert. Nach Angaben des ehemaligen Justitiars des DİTİB-Bundesverbandes Murat Kayman sind ein Viertel der IGMG-Imame von der Diyanet und er spricht im Zusammenhang mit den aktuellen Entwicklungen von einer Diyanetisierung von Milli Görüs: „Der Erfolg des eigenen politisch-ideologischen Islamverständnisses in der Türkei hat die IGMG hier in Deutschland eingeholt.“ Die Bundesregierung sagt hierzu: „Nach Angaben der Islamischen Gemeinschaft Milli Görüs (IGMG) sind derzeit 43 Diyanet-Imame in IGMG-Gemeinden beschäftigt.“ Mit dem AKP-Abgeordneten und ehemaligen Milli Görüs-Generalsekretär Mustafa Yeneroglu gibt es ein weiteres Element der Steuerung und Einflussnahme. Er leitet das „Wahl-Koordinationszentrum für das Ausland“ der AKP.
In Deutschland wird ein umfangreicher Betrugsprozess gegen die alte Führung der deutschen IGMG geführt. Bei ihm geht es um Verschiebung von 5 Millionen, Steuerhinterziehung und Sozialversicherungsbetrug, was auch neue Erkenntnisse über die Frage der Steuerung von Millî Görüş aus dem Ausland zu Tage fördern könnte.
Jugendgruppierungen des IGMG aus Deutschland organisierten mehrfach Fahrten zu Treffen mit dem radikalen türkischen Prediger Nurettin Yıldız.

#### Niederlande
In den Niederlanden hatte Millî Görüş 2006 ungefähr 30.000 Anhänger und betreibt 23 eigene Moscheen; Der niederländische Teil der IGMG soll liberaler und reformorientierter ausgerichtet sein als die deutschen Schwesterorganisationen. Bekanntester Vertreter von Millî Görüş in den Niederlanden ist der langjährige Geschäftsführer Haci Karacaer.

#### Frankreich
Aufgrund der Einwandererstruktur ist Millî Görüş in Frankreich schwächer vertreten; bei den Wahlen zum Conseil français du culte musulman stellte die Bewegung nur in Paris und der Auvergne Listenverbindungen mit der algerisch dominierten Grande Mosquée de Paris auf, die dort zwischen 30 % und 50 % der Stimmen erhielten.
Die französische Stadt Straßburg will unter der grünen Bürgermeisterin Jeanne Barseghian der Millî Görüş als Trägerin einen Zuschuss in Höhe von 2,5 Mio. Euro für den Bau der angeblich größten Moschee Europas gewähren, was in Frankreich sehr kontrovers diskutiert wird.

#### Österreich
In Österreich übernimmt statt der IGMG die Islamische Föderation eine Koordination der Millî-Görüş-Moscheevereine. Hier soll Millî Görüş mit 30 Ortsvereinen vertreten sein.
2019 eröffnet ein Millî-Görüş-Jugendzentrum im 15. Bezirk in Wien. Der Verfassungsschutz ermittelt.

#### Schweiz
In der Schweiz betreut Millî Görüş vor allem im deutschsprachigen Teil Moscheen.

### Massenmedien
Millî Görüş transportiert seine Ideologie über eine Reihe von Massenmedien, darunter die Tageszeitungen Millî Gazete, Yeni Haraket und Anadoluda Vakit sowie den Fernsehsender TV5.
Millî Gazete ist das halboffizielle Sprachrohr der Millî Görüş.
Die inzwischen in Deutschland verbotene Zeitung Anadoluda Vakit stand nach Informationen des hessischen Verfassungsschutzes der Millî Görüş nahe.

## Rezeption

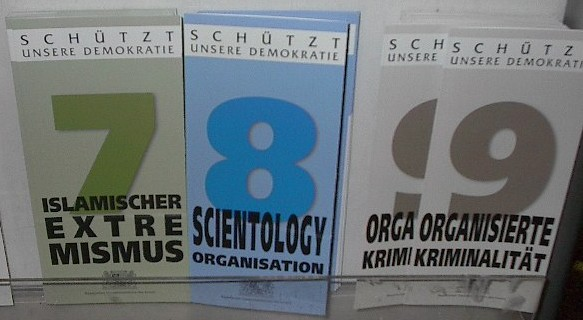
Broschüre des Bayerischen Staatsministeriums des Innern über „islamischen Extremismus“ (mit Millî Görüş als wichtigstem Zweig dessen) neben Broschüren zu Scientology und der Organisierten Kriminalität

Millî Görüş ist in allen Staaten, in denen sie aktiv ist, außergewöhnlich umstritten: In der Türkei wurde eine Reihe ihrer Parteien verboten; die Verfassungsschutzämter des Bundes und der Länder beobachten die Organisation.
Neben Kritik an „undurchschaubarer Vereinsverflechtungen“ wird Millî Görüş folgendes vorgeworfen:

### Antidemokratische Tendenzen
Wegen des Fokus auf den Islam und vermuteter außerinstitutioneller Zielsetzungen wird Millî Görüş vor allem von Deutschland und der Türkei Demokratiefeindlichkeit vorgeworfen. So dürfen IGMG-Funktionäre gemäß einem Beschluss des Verwaltungsgerichtshofs Mannheim wegen „Demokratiegefährdung“ nicht nach Deutschland eingebürgert werden. Neben dem oben ausgeführten Antisemitismus werden dabei vor allem Islamismus- und in Deutschland auch Nationalismusvorwürfe als Begründung der Demokratiefeindlichkeit erhoben.
Deutsche Verfassungsschutzorgane werfen Millî Görüş eine „ideologisierte Interpretation“ des Islam vor. Ziel sei es, „die westliche Ordnung zu überwinden und durch ein islamisches Gemeinwesen zu ersetzen.“ Bei der Generalversammlung der IGMG im April 2001 hätte Erbakan eine Islamisierung Europas durch muslimische Einwanderung angedeutet. Auch nach dem Tod Erbakans 2011 erklärt der neue Führer Mustafa Kamalak: „Die Millî Görüş-Bewegung wird in Richtung der von unserem Führer festgelegten Ziele – der Gründung einer neuen großen Türkei und einer Neuen Welt – mit gleicher Entschlossenheit weitermarschieren.“ (Homepage der SP, 7. März 2011)
Nach Ansicht deutscher Verfassungsschutzbehörden ist Millî Görüş zudem von einem spezifischen türkischen Nationalismus geprägt.

### Wirtschaftliche Verflechtungen
In den 1990er Jahren wurden Millî Görüş Verwicklungen in die „Yimpaş-Affäre“ nachgesagt. Mitglieder und Funktionäre von Millî Görüş sollen in Moscheen und islamischen Vereinen gezielt für so genannte „Islamische Holdings“ geworben haben. In der Mevlana-Moschee in Berlin wurde offen für den Erwerb von Gewinnanteilen zweifelhafter islamischer Holdings geworben. Die versickerten Gelder sollen unter anderem die finanzielle und politische Basis der heutigen Regierungspartei AKP gebildet haben.

### Angebliche Verbindungen zum gewalttätigen Islamismus
Seit März 2009 wurde bekannt, dass die Münchner Staatsanwaltschaft gegen den deutschen IGMG-Generalsekretär Ücüncü und weitere Funktionäre islamischer Organisationen wegen des Verdachts auf Bildung einer kriminellen Vereinigung ermittelte. Ihnen wurde vorgeworfen, in Deutschland auf illegalem Wege Geld zur Weiterleitung an militante islamistische Gruppen wie Hamas gesammelt zu haben. Hierzu sollten insbesondere Mitgliederbeiträge und Spenden ins Ausland verbracht worden sein. Außerdem sollte der Fiskus über die tatsächlichen finanziellen Verhältnisse der Vereinigung getäuscht worden sein. Aber auch die Versichertengemeinschaft sollte durch vorenthaltene und veruntreute Sozialversicherungsbeiträge geschädigt worden sein. Im Zuge dessen wurden, kurz nach der Volksabstimmung zum Minarettverbot in der Schweiz, bundesweit mehrere Moscheen und auch die Zentrale der Vereinigung in Kerpen von Polizei und Zoll durchsucht.
Die Vorwürfe wurden im September 2010 fallen gelassen und Ermittlungen vollständig eingestellt. Der Generalsekretär der IGMG äußerte sich hierzu mit den Worten: „das Verfahren hatte offenbar einen politischen Hintergrund“.